# Pêchers en fleurs
Les pêchers en fleurs est une peinture de Vincent van Gogh de 1889. Elle fait partie de la collection du Courtauld Institute of Art de Londres. Le tableau, représentant un champ de pêchers à la périphérie d'Arles avec les Alpilles en arrière-plan, était destiné à rendre hommage aux estampes de paysages japonais qui ont influencé Van Gogh. L'œuvre a été créée quelques mois après qu'il se fut sectionné l'oreille et pendant une période d'instabilité mentale où il était encore patient à l'hôpital pour hommes d'Arles.
Van Gogh a écrit à son frère, Theo van Gogh en avril 1889, à propos de son travail sur le tableau, et a ensuite inclus un croquis de l'œuvre dans une lettre à Paul Signac envoyée le 10 avril 1889.

## Histoire
Pêchers en fleurs a été acheté par l'artiste belge Anna Boch en 1891 pour 350 francs (équivalent à 14 £ en 1891 et 1 540 £ en 2024). Il fut ensuite acquis en 1927 par Samuel Courtauld pour 9 000 £ (soit 541 000 £ de 2024). Le tableau a été accroché par Courtauld dans la salle étrusque de sa maison de Portman Square à Marylebone.
Le tableau a été prêté par Courtauld à une exposition de Silver End dans l'Essex en 1935, dans le cadre d'un projet appelé « Art for the People » visant à élargir l'accès du public aux œuvres d'art. L'œuvre est exposée dans la Grande Salle du Courtauld Institute of Art.
Le 30 juin 2022, deux manifestants de Just Stop Oil se sont collés au cadre du tableau et ont causé des dégâts à hauteur de 2 000 £. Tous deux ont été reconnus coupables d'avoir causé des dommages criminels au tableau, l'un a été condamné à trois semaines de prison et l'autre à une peine avec sursis.